# 1948 en Italie
Chronologie de l'Italie
- 1944
- 1945
- 1946
- 1947
- 1948
- 1949
- 1950
- 1951
- 1952

Cette page concerne l'année 1948 du calendrier grégorien en Italie.

## Événements

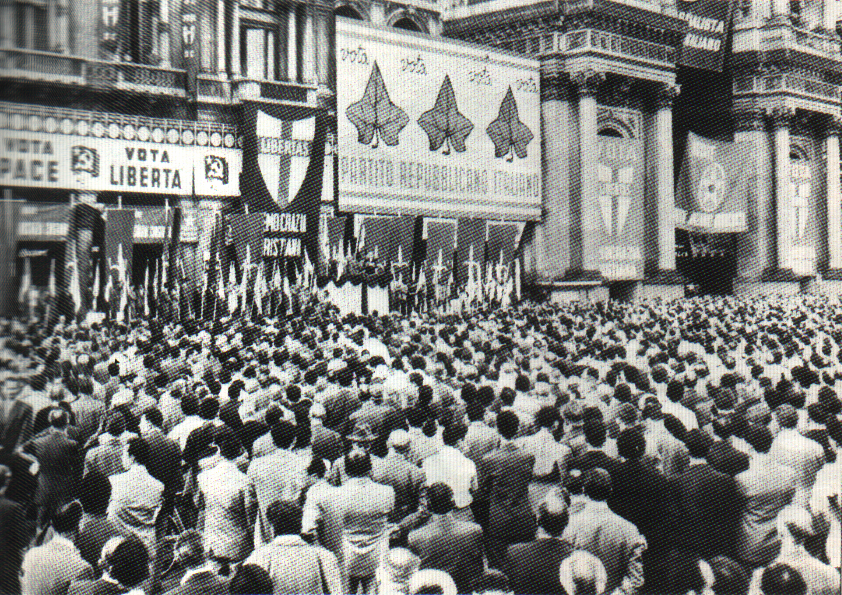
Rassemblement électoral à Milan pour les élections de 1948.

- 1er janvier : entrée en vigueur de la Constitution. Le président de la République est élu pour sept ans par le Parlement. Le pouvoir est aux mains du Conseil des ministres et des deux Chambres (chambres des députés et Sénat) élues au suffrage universel direct. Le président du Conseil est désigné par le président de la République responsable devant les Chambres. Une Cour constitutionnelle (1953) et un Conseil supérieur de la magistrature (1958) sont prévus[1]. La Démocratie chrétienne insiste pour que les accords du Latran de 1929 soient inclus dans la Constitution[2].
- 5 - 10 janvier : VIe congrès du parti communiste italien à Milan[3].
- 31 janvier : l'Assemblée constituante clôture ses travaux[4].

- 10 mars : le syndicaliste Placido Rizzotto est tué à Corleone par Michele Navarra, représentant de Cosa Nostra[5].
- 20 mars : déclaration tripartite (France, Grande-Bretagne, États-Unis) sur le problème de Trieste. Les trois puissances demandent que le territoire libre soit rendu à l’Italie. L'Union soviétique s'y oppose[6].

- 18 avril : victoire de la Démocratie chrétienne (48,5 % des voix) aux élections parlementaires[7]. Le Front populaire démocratique du PCI et du PSI réunis obtient 31 %[4].

Emblème de l'Italie, créé par le peintre Paolo Paschetto, adopté le 5 mai

- 5 mai : la jeune République italienne adopte, à la suite d'un concours public, un nouvel emblème, créé par le peintre Paolo Paschetto, pour remplacer les armoiries de la maison de Savoie, qui avaient été, du temps de la monarchie, celles du royaume d'Italie[8].
- 8 mai : début de la Ire législature de la République italienne[7].
- 11 mai : Luigi Einaudi est élu président de la République[9].
- 23 mai : Alcide De Gasperi forme un gouvernement de coalition avec les sociaux-démocrates (PSDI), les libéraux et les républicains[10]. Il pratique une politique centriste, ouverte au progrès social mais prudente[9].

- 27 juin- 1er juillet : congrès extraordinaire du parti socialiste italien à Gênes[11]. Après l'échec aux élections législatives (42 sièges contre 141 au PCI), le contrôle du parti passe à la fraction centriste et le Front populaire démocratique est dissout en août[12].
- 29 juin : l’Italie adhère au plan Marshall[13].

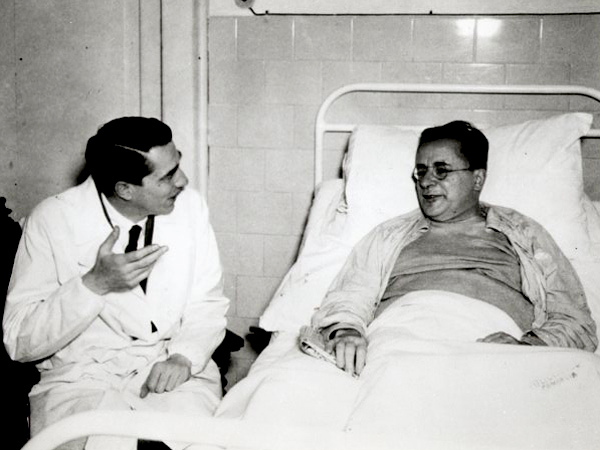
Palmiro Togliatti à l'hôpital avec le chirurgien Pietro Valdoni qui lui a sauvé la vie.

- 14 juillet : un attentat contre le leader communiste Palmiro Togliatti donne lieu à d’importantes manifestations dans tout le pays[13].
- Juillet : le gouvernement abolit le rationnement du lait et de la viande[14].

- 4 septembre : une inondation dans les régions du Monferrato et des Langhe, dans le sud du Piémont, fait une cinquantaine de victimes[15].

- 18 octobre : scission de la Confédération générale italienne du travail ; les éléments non-communistes fondent la Confédération italienne des syndicats de travailleurs[13].

## Économie
- L’économie de l’Italie a souffert de la guerre. L’industrie, après des années de protectionnisme, est obsolète. Les entreprises sont minuscules (90 % emploient moins de cinq personnes), deux millions de personnes sont au chômage. L’Italie reçoit une aide importante des États-Unis (plan Marshall) ce qui lui permet de soutenir la lire, de développer la sidérurgie et les cimenteries et d’atténuer les privations de l’après-guerre. La stabilité de la monnaie donne confiance aux Italiens qui investissent dans le développement national. Les énormes ressources de main-d’œuvre bon marché du Sud se déplacent en masse vers les industries du Nord. Nombre de ces travailleurs sont des artisans, qui s’adaptent facilement aux techniques industrielles. La croissance économique atteint 6 % par an dans un système économique éclectique, ou cohabitent le libéralisme et l’intervention de l’État, sans plan d’harmonisation. L’IRI, énorme holding d’État établi pendant le fascisme reste en place, contrôlant les lignes aériennes (Alitalia), l’automobile (Alfa Romeo), les constructions navales, le BTP, les machines-outils, les banques et institutions de crédit.

## Culture

### Cinéma
- 19 août-4 septembre : Mostra de Venise.
- 3e cérémonie des Rubans d'argent.
- Box-office Italie 1948.

#### Films italiens sortis en 1948
- 2 septembre : La terre tremble, de Luchino Visconti.
- 2 octobre : Sotto il soli di Roma (Sous le soleil de Rome), film réalisé par Renato Castellani
- 1er novembre : Il cavaliere misterioso (Le Chevalier mystérieux), film de Riccardo Freda, avec Vittorio Gassman

#### Autres films sortis en Italie en 1948
- 19 juin : Acque del sud (Le Port de l'angoisse), film américain réalisé par Howard Hawks

#### Mostra de Venise
- Lion d'or : Hamlet de Laurence Olivier
- Coupe Volpi pour la meilleure interprétation féminine : Ernst Deutsch pour Le Procès (Der Prozeß) de Georg Wilhelm Pabst
- Coupe Volpi pour la meilleure interprétation masculine : Jean Simmons pour Hamlet de Laurence Olivier

### Littérature

#### Prix et récompenses
- Prix Strega : Vincenzo Cardarelli, Villa Tarantola (Meridiana)
- Prix Bagutta : Pier Antonio Quarantotti Gambini, L'onda dell'incrociatore, (Einaudi)
- Prix Napoli :
- Prix Viareggio :

## Naissances en 1948
- 5 février : Giovanni Di Clemente, producteur de films. († 2 janvier 2018)
- 19 juin : Andrea Milani Comparetti, mathématicien et astronome. († 28 novembre 2018)
- 11 août : Mario Albano (it), historien, journaliste et homme politique. († 11 janvier 2000)
- 12 novembre : Claudio Risi, réalisateur. († 26 avril 2020)

## Décès en 1948
- 27 octobre : Romeo Bosetti (Romolus Joseph Bosetti), 69 ans, réalisateur, acteur, scénariste et producteur de cinéma. (° 18 janvier 1879)